# Cathédrale de la Trinité de Serguiev Possad
Pour les articles homonymes, voir Cathédrale de la Sainte-Trinité.
La Cathédrale de la Trinité, ou Cathédrale de la Trinité du monastère de la Trinité-Saint-Serge (en russe : Троицкий собор Троице-Сергиева монастыря) est l'un des édifices les plus anciens de la laure de la Trinité-Saint-Serge située à Serguiev Possad sur l'Anneau d'or de Russie. Elle a été construite en 1422-1423, à la demande de Nikon de Radonège, « en l'honneur et à la gloire » du fondateur du monastère Serge de Radonège († 1392). Une châsse en argent conservée dans la cathédrale contient les reliques de Saint-Serge. Jusqu'en 1929, l'icône de Andreï Roublev de la Trinité faisait partie de l'iconostase de la laure de la Trinité-Saint-Serge. Elle est aujourd'hui exposée à la galerie Tretiakov de Moscou.

## Description
L'édifice de la Sainte-Trinité en pierre blanche présente une silhouette pyramidale impressionnante et élégante. Elle est élevée au-dessus du tombeau de Serge de Radonège. Elle est rapidement devenue un lieu de pèlerinage parmi les plus fréquentés en Russie. Elle servit aussi de baptistère à Vassili III et à son fils Ivan IV. Le style est proche de celui des édifices pré-mongols : une seule coupole, quatre piliers, des absides basses de hauteur égale. Les façades sont partagées par des dosserets faisant office de pilastres qui séparent les façades en trois parties. Les absidioles sont surmontées de zakomars qui s'appuient à leur extrémité sur les chapiteaux des dosserets. Au milieu des murs, et sous la coupole du tambour, court une fine frise sculptée. La dorure des coupoles a été posée en 1556 pour célébrer la prise de Kazan sur l'ordre d'Ivan le Terrible. Les fenêtres sont de la dimension de meurtrières et laissent passer peu de lumière à l'intérieur. Une rangée de kokochniks est insérée au-dessus des arcs de la voûte. Le décor des façades est discret. Des frises ouvragées, la ligne du socle, les arcs de voûte en accolades soulignent la distribution horizontale de l'édifice.
Il faut remarquer que la partie gauche de l'édifice présente le même genre de caractéristiques mais est de taille plus petite que la cathédrale et s'appelle la « Chapelle Nikon » du nom de l'higoumène de la laure Nikon de Radonège. Les deux édifices sont souvent présentés du côté du chevet, ensemble et erronément sous le seul nom de Cathédrale de la Trinité.

## Fresques
Cette cathédrale en pierre blanche est l'un des plus anciens édifices de l'architecture moscovite ancienne. C'est avec elle qu'a commencé à se réaliser l'ensemble unique que constitue le monastère de Saint-Serge. Les fresques anciennes qui avaient été peintes sur les murs intérieurs de la cathédrale en 1425-1427 par les peintres d'icônes Andreï Roublev et Daniil Tcherny, ne sont pas parvenues jusqu'à notre époque. Celles qui subsistent datent en fait de 1635 et constituent une reproduction copiée des fresques primitives. 

## Iconostase
La cathédrale renferme la plus ancienne iconostase conservée en Russie dont quarante icônes ont été réalisées par Andreï Roublev et Daniil Tcherny avant la consécration de l'édifice en 1427. La beauté des silhouettes et des compositions, les rapports chromatiques délicats entre les deuxième et troisième registres créent une atmosphère de profonde spiritualité. Une copie de l' Icône de la Trinité dont l'original se trouve à la Galerie Tretiakov est placée à droite des portes de l'iconostase. L'Apparition de l'ange aux Myrophores dans sa version de 1420 réalisée par un élève d'Andreï Roublev l'a été pour l'iconostase. Les icônes La Sainte-Face et Le Christ en majesté du peintre Simon Ouchakov (1626-1686) sont placées dans le registre inférieur de l'iconostase. À droite de celle-ci se trouve le reliquaire de Saint Serge (1585) avec son couvercle en argent de 1737.

## Offices
Plusieurs offices ont lieu chaque jour à la cathédrale : l'office de la liturgie divine, (à partir de 6 h 30), les prières et acathistes à Saint-Serge, près de la châsse contenant ses reliques et encore d'autres offices liturgiques. C'est dans la cathédrale, que se déroule la prise d'habit et la tonsure des frères du monastère.